# Rhizohypnum
Rhizohypnum là một chi rêu trong họ Hypnaceae.